# Сен-Мишель (Эна)
Сен-Мише́ль (фр. Saint-Michel)  — коммуна на севере Франции, регион О-де-Франс, департамент Эна, округ Вервен, кантон Ирсон. Расположена в 57 км к северо-востоку от Лана и в 50 км к востоку от Шарлевиль-Мезьера, в 8 км от границы с Бельгией и в 19 км от национальной автомагистрали N2.
Население (2018) — 3 365 человек.

## История
К началу X века на этом месте существовала только часовня, построенная в честь Архангела Михаила. В 945 году группа ирландских и шотландских миссионеров основала вокруг неё аббатство ордена Святого Бенедикта. Аббатство Сен-Мишель стало одним из немногих аббатств во Франции, уцелевших во время Великой Французской революции, и действующих до настоящего времени. Ежегодно на его территории проходят фестивали барочной музыки и органные концерты.

## Достопримечательности
- Аббатство Сен-Мишель, сочетание архитектурных стилей готика и классицизм

## Экономика
Структура занятости населения:
- сельское хозяйство — 4,7 %
- промышленность — 33,0 %
- строительство — 3,7 %
- торговля, транспорт и сфера услуг — 15,7 %
- государственные и муниципальные службы — 43,0 %

Уровень безработицы (2017) — 21,1 % (Франция в целом — 13,4 %, департамент Эна — 17,8 %). 

Среднегодовой доход на 1 человека, евро (2018) — 17 280 (Франция в целом — 21 730, департамент Эна — 19 690).

## Демография
Динамика численности населения, чел.

## Администрация
Пост мэра Сен-Мишеля с 2008 года возглавляет Тьерри Вердавен (Thierry Verdavaine). На муниципальных выборах 2020 года возглавляемый им список победил в 1-м туре, получив 68,08 % голосов.
| Период | Период | Фамилия         | Партия                  | Примечания                                                                    |
| ------ | ------ | --------------- | ----------------------- | ----------------------------------------------------------------------------- |
| 1965   | 1991   | Морис Брюньон   | Социалистическая партия | член Генерального совета департамента, депутат Национального собрания Франции |
| 1992   | 2001   | Тьерри Вердавен | Социалистическая партия | государственный служащий                                                      |
| 2001   | 2008   | Поль Шердон     | Разные правые           |                                                                               |
| 2008   |        | Тьерри Вердавен | Разные левые            | государственный служащий                                                      |